# Eustis (Nebraska)
Eustis je selo u američkoj saveznoj državi Nebraska. Prema popisu stanovništva iz 2010. u njemu je živjelo 401 stanovnika.